# 博伊達克鎮區 (伊利諾伊州蒙哥馬利縣)
博伊達克鎮區（英語：Bois D'Arc Township）是位於美國伊利諾伊州蒙哥馬利縣的一個行政鎮區。

## 地方資料
根據2010年美國人口普查的數據，博伊達克鎮區的面積為141.50平方千米，當中陸地面積為141.30平方千米，而水域面積為0.20平方千米。當地共有人口917人，而人口密度為每平方千米6.48人。